# H-IIA
El H-IIA o (H-2A) es un cohete que pertenece a la familia de cohetes provistos de combustión líquida con el fin de lanzar un satélite artificial en órbita geoestacionaria.

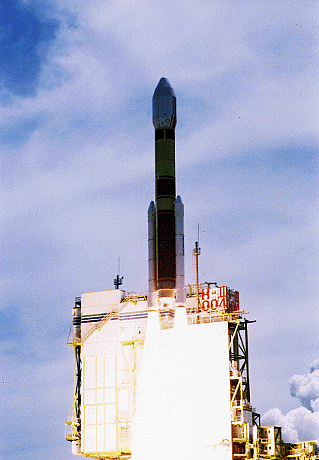
El antecesor del HII-A, el H-II, llevando al satélite ADEOS en el año 1996.

Está fabricado por Mitsubishi Heavy Industries (MHI) para la Agencia Japonesa de Exploración Aeroespacial (JAXA). Los lanzamientos tienen lugar en el Centro Espacial Tanegashima. El 1 de abril de 2007 la producción y la gerencia pasaron de JAXA a MHI. El 14 de septiembre de 2007, después de esta privatización, el vuelo 13 despegó de la tierra el cohete H-IIA con el objetivo de poner en órbita lunar a la sonda SELENE.
El H-IIA es un derivado del cohete anterior H-II, aunque se ha ajustado substancialmente para rebajar al mínimo los costes con una mejora tecnológica, el H-II demostró ser demasiado costoso y propenso a tener fallos. Existen cuatro variantes del H-IIA, con varias capacidades.

## Historia
El H-IIA fue lanzado por primera vez el 29 de agosto de 2001. El sexto lanzamiento concurrió el 29 de noviembre de 2003, pero fracasó. El cohete fue pensado para lanzar dos satélites de reconocimiento para observar a Corea del Norte. JAXA anunció que los lanzamientos se reanudarían en 2005, y el primer vuelo con éxito concurrió el 26 de febrero del mismo año con el lanzamiento del MTSAT-1R. El primer lanzamiento para una misión más allá de la órbita de la Tierra ocurrió el 14 de septiembre de 2007, con éxito, siendo así el vuelo 12 con éxito sobre 13.
Un cohete con capacidades superiores en lanzamiento es el H-IIB, un derivado del H-IIA. Este utiliza dos motores LE-7A en su primera etapa a diferencia del H-IIA. El primer lanzamiento del H-IIB está planificado para el año 2009.